# Tatiana Cabello Flórez
Tatiana Cabello Flórez (Bogotá; 5 de mayo de 1977) es Comunicadora social y política colombiana. En las elecciones legislativas de 2014 fue elegida Representante a la Cámara por Bogotá con el aval del Centro Democrático, en este cargo se posesionó el 20 de julio de 2014.
En 2021 Cabello fue llamada a juicio por parte de la Corte Suprema de Justicia para responder por el delito de concusión, por presuntamente haber exigido un porcentaje del salario a 5 mujeres que conformaban su Unidad de Trabajo Legislativo (UTL).

## Biografía
Cabello Flórez es Comunicadora Social, egresada de la Universidad Externado de Colombia. Ha sido columnista del periódico El Heraldo y panelista de la cadena radial W Radio. Fue jefe de comunicaciones de la Empresa de Teléfonos de Bogotá. Para las elecciones legislativas de 2014, Cabello formó parte de la lista cerrada a la Cámara de Representantes por Bogotá del movimiento político Centro Democrático, que lidera el expresidente Álvaro Uribe; Resultó elegida representante para el periodo 2014-2018., tomó posesión de su cargo el 20 de julio de 2014.